# Juteweefsel

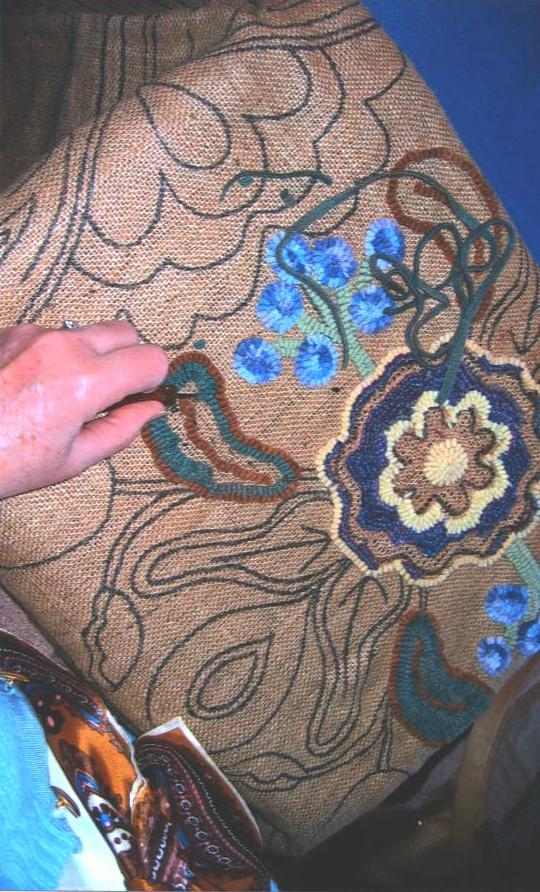
Jute gebruikt voor tapijtborduursel

Juteweefsel is een grove stof gemaakt van jute. Het wordt toegepast in grove soorten textiel, zoals jute zakken, bijvoorbeeld om koffie in te vervoeren. Het weefsel wordt ook toegepast als basis voor vloerbedekking zoals linoleum maar ook voor tapijten.